# Ноуа
Ноуа (Noua; также Ноа) — археологическая культура позднего бронзового века (ок. 1300—1000 годы до н. э.), распространённая в Центральной и Восточной Румынии, Молдавии и в Черновицкой, Ивано-Франковской, Тернопольской и Львовской областях Украины. Культура была названа по могильнику у деревни Hoya близ Брашова.
Для Ноуы характерны неукреплённые поселения с наземными прямоугольными столбовыми домами, зольниками и многочисленными хозяйствеными ямами. Найдены грунтовые могильники до 200 погребений, со скорченными трупоположениями, реже — с трупосожжениями. Из предметов обихода обнаружены в основном бронзовые серпы, наконечники копий и украшения. У племён культуры Ноуа в хозяйстве преобладало скотоводство, в меньшей мере они занимались земледелием. Существует версия, согласно которой Ноуа является следствием миграции племён срубной культуры
Около 1300—1200 годов культура Ноуа поглотила культуру Монтеору. В свою очередь культура Ноуа была поглощена фракийским гальштатом.
В 1963 году возле села Чутулешты во Флорештском районе Молдавии был найден наконечник копья, относящийся к культуре Ноуа (ок. 1300 года до н. э.).